# Дом Нагорских
Дом Нагорских, или «Терем», «Теремок» — двухэтажный бревенчатый жилой дом в стиле модерн в городе Кинешме Ивановской области, расположенный на ул. Нагорная, 2. Дом построен архитектором Н. В. Нагорским в 1909—1914 годах для отца архитектора, доктора медицины и ветеринара В. Ф. Нагорского. В конструкцию здания встроена астрономическая башня. Увлечение хозяина дома астрономией краеведы связывают с его дружбой с астрономом Ф. А. Бредихиным.
Расположен в стороне от центра бывшей слободы, на верхней кромке берегового откоса реки Кинешемки. Главным фасадом обращён к центру города.

## История
В. Ф. Нагорский умер в 1912 году, и вскоре дом был продан городу. С 1920 года в доме находилась радиостанция, позже детская художественная школа, реставрационная мастерская художников. В 1997 году дом был передан в аренду приходу церкви Александра Невского в Кинешме. В 2015 году стало известно о плане по реставрации дома и о возможном присвоении ему статуса резиденции епископа Кинешемского и Палехского Илариона.

## Местоположение
Дом находится на Спасской горе рядом с храмом Преображения Господня, одним из настоятелей которого был дед ветеринара В. Ф. Нагорского, отец Василий Меличинский. Напротив «теремка», у подножия холма находится дом В. Меличинского 1824 г., известный как «дом с колоннами» (Юрьевецкая ул., 2). Помимо данных двух зданий, в Кинешме Нагорским принадлежал дом № 5 на 1-й Нагорной улице.

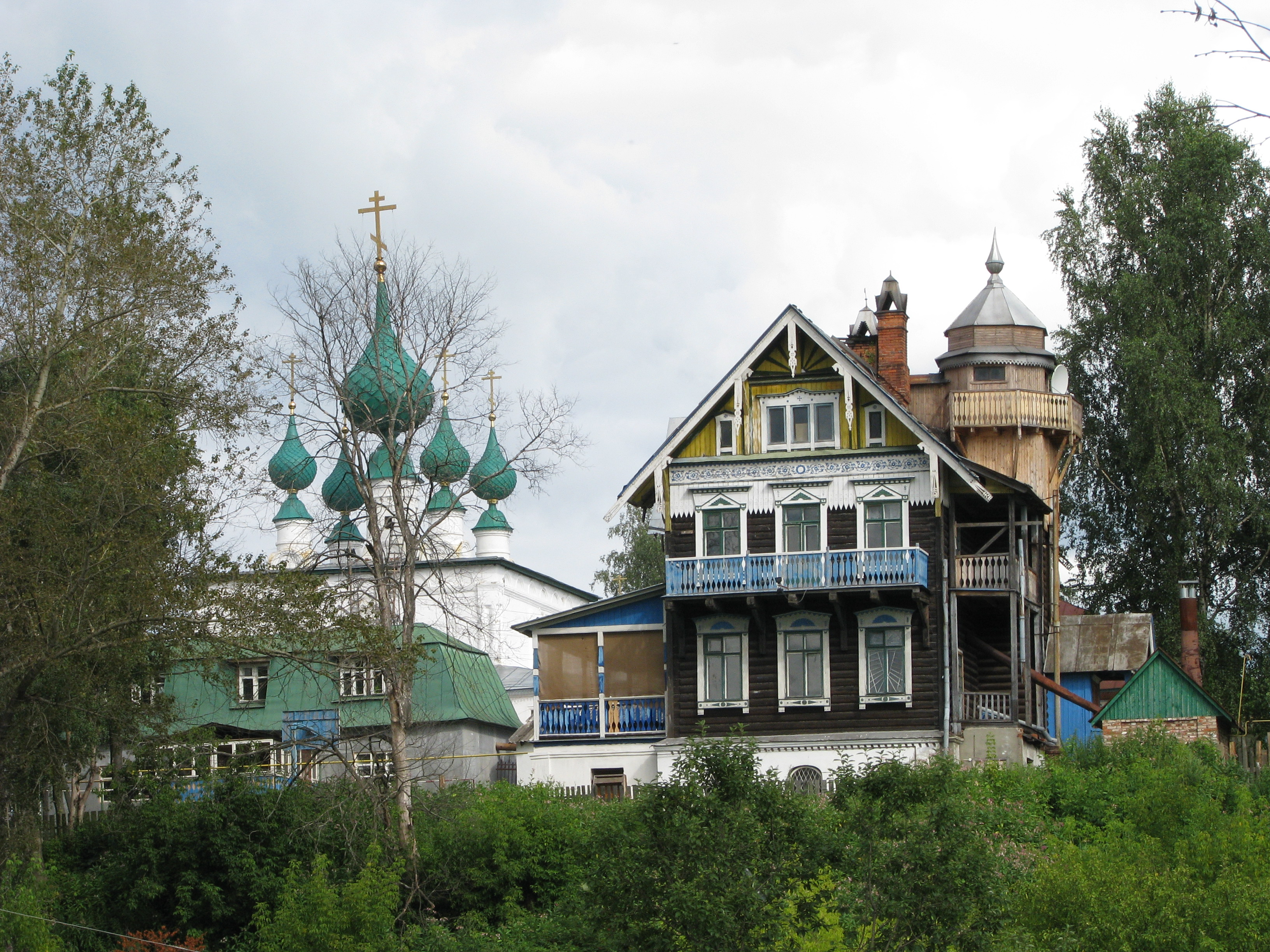
Вид на западный фасад

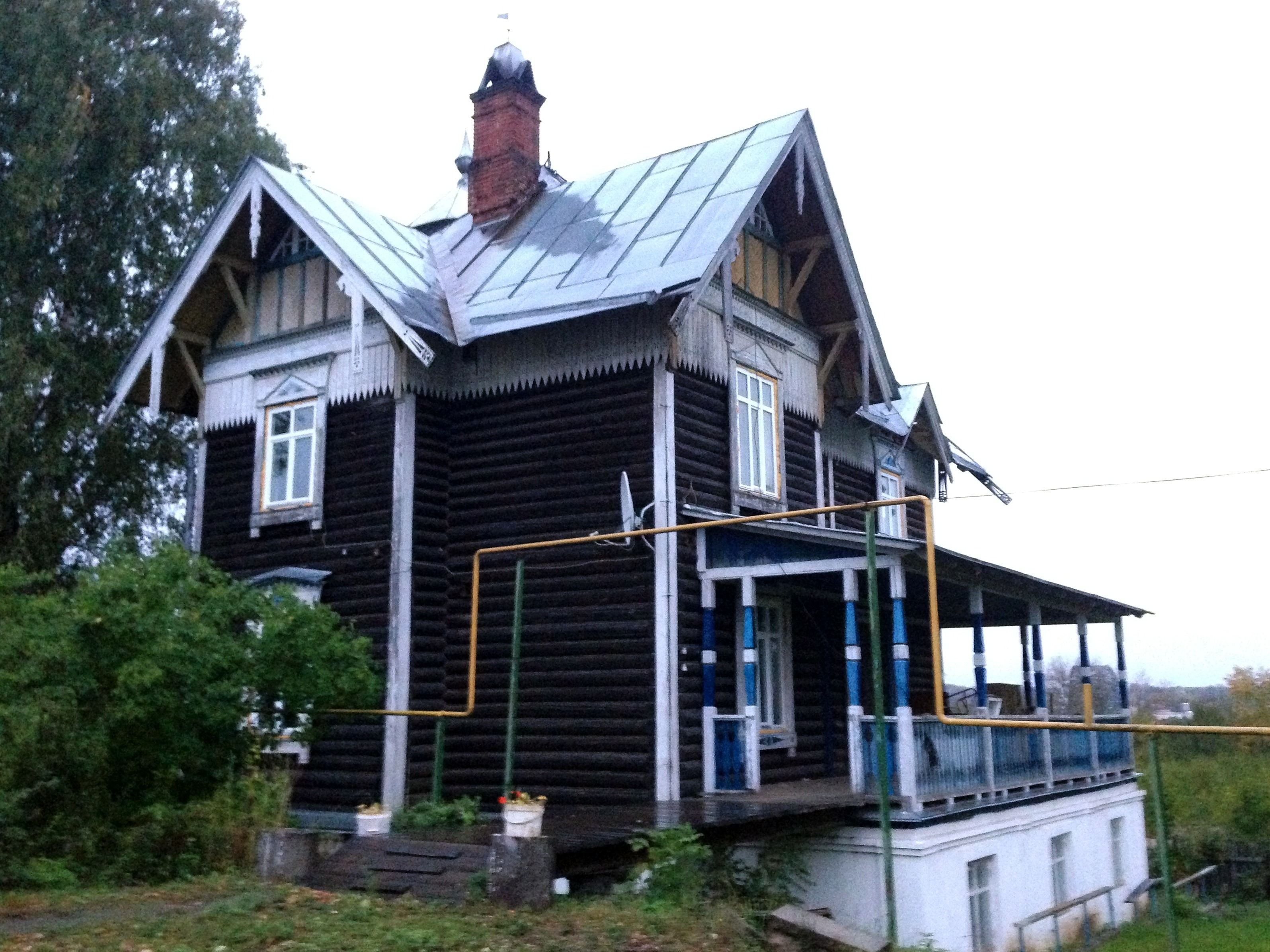
Вид со стороны Спасо-Преображенской церкви

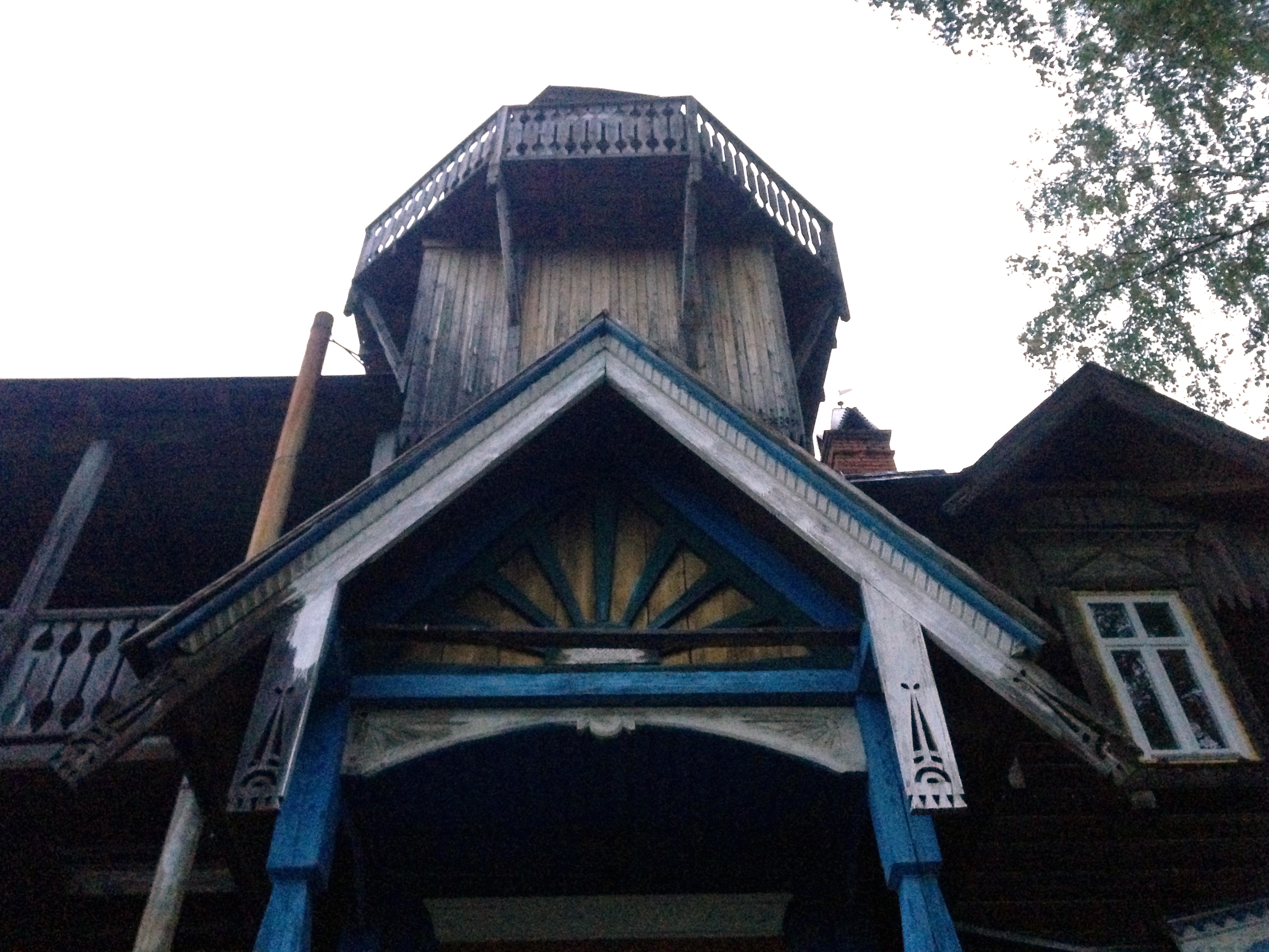
Фрагмент парадного крыльца

## Стиль
Конструкция дома Нагорских во многом копирует избу, в связи с чем уместным кажется отнести эту архитектуру к русскому стилю. Русский стиль в искусстве в Российской империи появляется раньше, чем стиль модерн, и остается востребованным из-за значимых дат, пришедшихся на эпоху модерна (столетие Отечественной войны 1812 года, трехсотлетие дома Романовых).

## Архитектура
Двухэтажный деревянный дом установлен на кирпичный фундамент-цоколь. Несколько срубов и наличие башни-обсерватории создают эффект многообъемности с осевой вертикалью, смещённой от центра. На уровне балкона башня становится восьмигранной. Срубы дома и четырехстенное основание башни сложены «в лапу» (способ соединения брёвен, при котором они не выходят за пределы стен). Стыки брёвен скрыты вертикальными досками.
В декоративном оформлении дома использованы традиционные элементы русской избы: полотенца, причелины, коньки, подзор, пропильная резьба и солярные знаки, «сухарики» и резные орнаменты на наличниках окон. Снаружи детали стен, окон, ограждения балконов выкрашены в желтый, белый, зеленый и синий цвета.
По периметру второго этажа и четырехстенного сруба башни остроконечные доски с минимальным применением резьбы служат фризом. Подзор второго этажа украшен рисунком с растительным орнаментом синего цвета. Щипцы обшиты «ёлочкой» и вертикально перекрыты плоскими зелеными досками. Стыки между причелинами и полотенцами со сквозной резьбой украшены коньками. Наличники окон различны на каждом этаже. Наличники большого трехчастного окна и двух малых окон отмечены солярным знаком в виде креста. Ограждение балкона второго этажа, веранды и помоста, а также смотровой площадки башни представляет собой плоские балясины без рисунка и резьбы. «Висячие» балконы второго этажа и башни поддержаны кронштейнами.
Элементы модерна прослеживаются в строении крыши и дымоходов. Двускатная крыша усложнена щипцовыми завершениями, чередующимися в размерах. «Готические» кровельные завершения дымоходов повторяют щипцовые изгибы крыши. Купол башни напоминает главку церкви. Наличник окна над парадным крыльцом так же похож на главку (или кокошник).
Дом имеет несколько выходов: на веранде, балконе и через два крытых крыльца (парадное в основании башни и малое справа). Щипец парадного крыльца выделен «полусолнцем» из плоских досок зеленого цвета.

### Интерьер
Внутренняя планировка комнат не подвергалась изменению, однако интерьер почти полностью утрачен: сохранились некоторые оконные рамы, филенчатые двери, отопительные печи из белого изразца, лестницы (одна винтовая, ведущая на чердак).
Башенный купол на колесах установлен на рельсы. Сохранились надписи на внутренних стенах в башне: «послѣ занятій причаливать куполъ» и «закрывать двери!»